# Abraham Léon
Abraham Léon (geboren 1918 in Warschau als Abraham Wejnstok (jiddisch אברהם ויינשטוק); gestorben 7. Oktober 1944 in Auschwitz) war ein jüdischer Kommunist.
Léon wuchs in Belgien auf und wurde ein führendes Mitglied der zionistischen Jugendbewegung Hashomer Hatzair. 1940 brach er mit dem Zionismus und trat der belgischen Sektion der trotzkistischen Vierten Internationale bei, zusammen mit Ernest Mandel und Martin Monath. Aktiv an der Untergrundarbeit in belgischen Fabriken und an der antifaschistischen Propaganda unter deutschen Soldaten beteiligt, wurde Léon im Juni 1944 verhaftet und nach Auschwitz deportiert. Dort wurde er wenig später in der Gaskammer ermordet.

## Werke
- Judenfrage und Kapitalismus. Historisch-Materialistische Analyse der Rolle der Juden in der Geschichte bis zur Gründung des Staates Israel. Schulungstext zur Wirtschaftsgeschichte Europas. Trikont, München 1971. Neuauflage als:

Die jüdische Frage. Eine marxistische Darstellung. Arbeiterpresse Verlag, 1995, ISBN 3-88634-064-3.